# Kurt Trampedach
Kurt Trampedach (Hillerød, 13 de mayo de 1943 − 12 de noviembre de 2013) fue un pintor y escultor danés. 

## Biografía
Estudió en la Academia Real de Bellas Artes de Dinamarca entre 1963 y 1969, momento en el que irrumpió en el panorama artístico. Hizo a menudo autorretratos distorsionados y retratos de su propia esposa, a los que se sumaban retratos de caballos y bebés con cabeza agrandada como otros de sus motivos favoritos. Su estilo oscuro se inspiró sobre todo en Rembrandt. La pintura era para él una manera de trabajar su propia psique, con frecuentes ataques de depresión y manía. En 1983 el estudio de Trampedach en Copenhague fue incendiado y muchas de sus pinturas se destruyeron. En 1984 recibió la Medalla Eckersberg. Se mudó con su esposa a Sare, en los Pirineos franceses, donde vivió en una casa construida por él mismo, criando animales y pintando.
En abril de 2002, su casa en Francia se incendió mientras él estaba en Dinamarca preparando una exposición. En el periodo de un mes, su estudio en Copenhague también se incendió, destruyendo siete grandes pinturas. Trampedach afirmó que el incendio de Copenhague había sido provocado por colegas envidiosos. Algunas personas afirmaron que había iniciado el fuego él mismo, pero en 2005 un ciudadano franco-marroquí fue condenado por el delito en Francia, aunque el incendio de Copenhague sigue sin resolverse. Tras los incendios, sufrió una fuerte depresión y no volvió a pintar en los últimos años de su vida.
Kurt Trampedach murió en su casa del sur de Francia el 12 de noviembre de 2013.

## Museos
La obra de Trampedach está expuesta en los siguientes museos daneses:
- Statens Museum for Kunst
- Vejle Kunstmuseum
- Fyns Kunstmuseum
- Nordjyllands Kunstmuseum
- Kunstmuseet Trapholt, Kolding
- Skive Kunstmuseum
- Randers Kunstmuseum
- ARoS Aarhus Kunstmuseum